# Frankrikes national- och naturparker

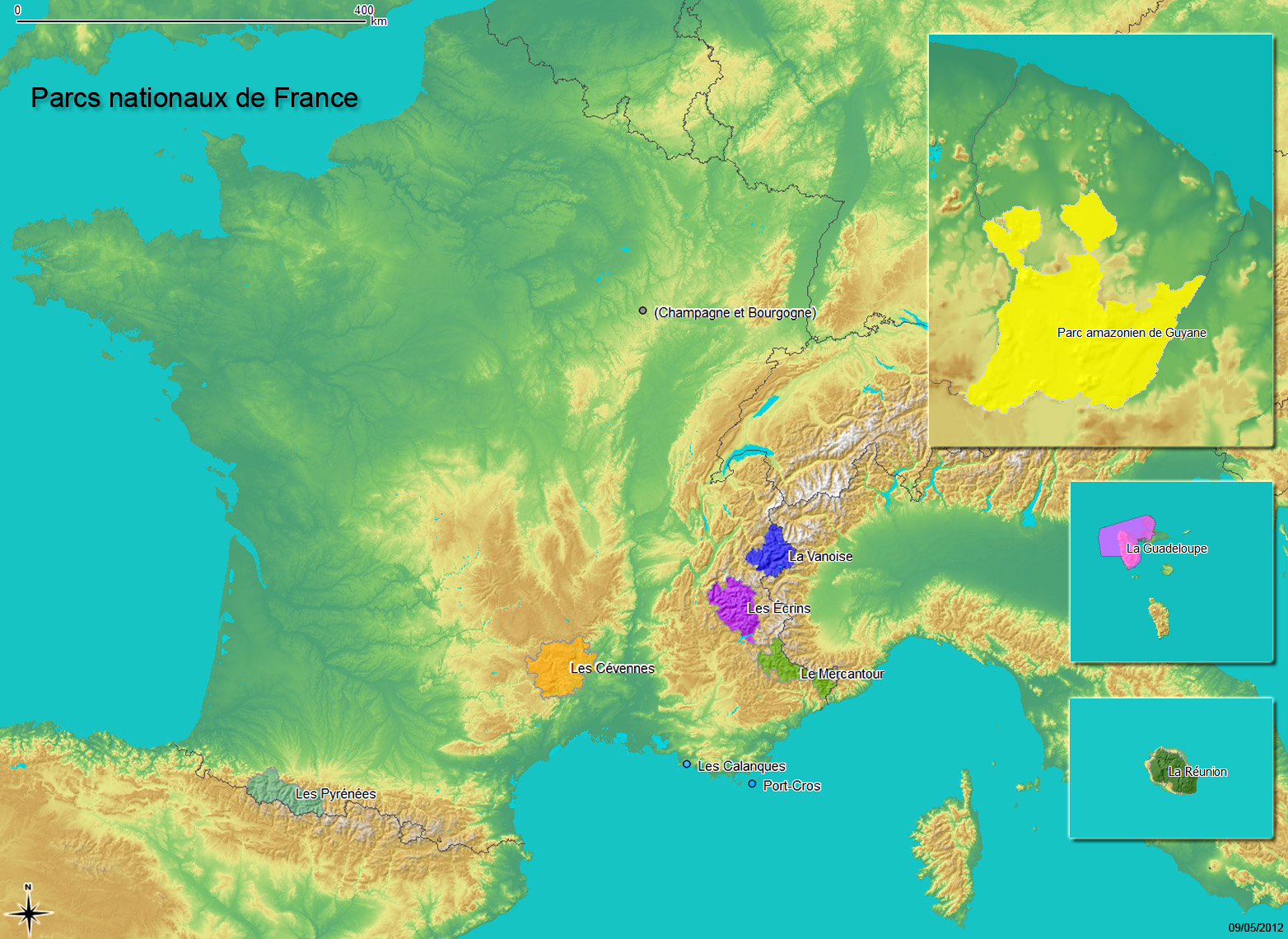
Nationella parker i Frankrike-

Frankrikes national- och naturparker består av ett system av elva nationalparker i Frankrike och dess utomeuropeiska departement och som upprätthålls av ämbetsverket Parcs Nationaux de France. De franska nationalparkerna skyddar en total areal på 3 710 km² i centrala zoner och 9 162 km² i sekundära zoner i Frankrike. Detta ger över 2 % av den totala arealen i Frankrike en viss nivå av skydd. Franska nationalparker besöks av över 7 miljoner besökare varje år.

## Nationalparker (Parcs nationaux)
| Nationalparker                 | Datum för skapande | Region (er)                     | Landareal  |
| ------------------------------ | ------------------ | ------------------------------- | ---------- |
| Parc national de la Vanoise    | 6 juli 1963        | Auvergne-Rhône-Alpes            | 1,250 km²  |
| Parc national de Port-Cros     | 14 december 1963   | PACA                            | 7 km²      |
| Parc national des Pyrénées     | 23 mars 1967       | Occitanien Aquitaine            | 457 km²    |
| Parc national des Cévennes     | 2 september 1970   | Occitanien Auvergne-Rhône-Alpes | 913 km²    |
| Parc national des Écrins       | 27 mars 1973       | Auvergne-Rhône-Alpes PACA       | 918 km²    |
| Parc national du Mercantour    | 18 augusti 1979    | PACA                            | 685 km²    |
| Parc national de la Guadeloupe | 20 februari 1989   | Guadeloupe                      | 173 km²    |
| Parc amazonien de Guyane       | 27 februari 2007   | Franska Guyana                  | 33,900 km² |
| Parc national de la Réunion    | 5 mars 2007        | La Réunion                      | 1,054 km²  |
| Parc national des Calanques    | 18 april 2012      | PACA                            | 480 km²    |
| Parc national de forêts        |                    |                                 |            |

## Regionala naturparker (Parcs naturels régionaux)
- Parc naturel régional d'Armorique
- Parc naturel régional de l'Avesnois
- Parc naturel régional des Ballons des Vosges (1989)
- Parc naturel régional des Bauges (1995)
- Parc naturel régional de Brenne
- Parc naturel régional de Brière
- Parc naturel régional de Brotonne (1974)
- Parc naturel régional des Boucles de la Seine normande (")
- Parc naturel régional de Camargue
- Parc naturel régional des Caps et Marais d'Opale
- Parc naturel régional de la Chartreuse (1995)
- Parc naturel régional des Causses du Quercy
- Parc naturel régional de Corse
- Parc naturel régional de la Forêt d'Orient (1970)
- Parc naturel régional du Gâtinais Français
- Parc naturel régional des Grands Causses (1995)
- Parc naturel régional de Guyane (skapad 26 mars 2001)
- Parc naturel régional de la haute vallée de Chevreuse
- Parc naturel régional du Haut-Jura
- Parc naturel régional du Haut-Languedoc
- Parc naturel régional des Landes de Gascogne
- Parc naturel régional Livradois-Forez
- Parc naturel régional Loire-Anjou-Touraine
- Parc naturel régional de Lorraine
- Parc naturel régional du Luberon (skapad 1977)
- Parc naturel régional des Marais du Cotentin et du Bessin
- Parc naturel régional du Marais poitevin
- Parc naturel régional de Martinique
- Parc naturel régional du Massif des Bauges
- Parc naturel régional de Millevaches en Limousin (skapad 18 maj 2004)
- Parc naturel régional de la Montagne de Reims
- Parc naturel régional des Monts d'Ardèche (2001)
- Parc naturel régional du Morvan (1970)
- Parc naturel régional de la Narbonnaise en Méditerranée (skapad 17 december 2003)
- Parc naturel régional du Nord-Pas-de-Calais
- Parc naturel régional Normandie-Maine
- Parc naturel régional Oise-Pays de France (skapad 13 januari 2004)
- Parc naturel régional du Perche (1997)
- Parc naturel régional Périgord Limousin
- Parc naturel régional du Pilat (1974)
- Parc naturel régional des Pyrénées catalanes (skapad 5 mars 2004)
- Parc naturel régional du Queyras
- Parc naturel régional Scarpe-Escaut
- Parc naturel régional du Vercors
- Parc naturel régional du Verdon
- Parc naturel régional du Vexin français (1995)
- Parc naturel régional des Volcans d'Auvergne (1977)
- Parc naturel régional des Vosges du Nord (skapad 30 december 1975)